# Akraifnía
Akraifnía är en ort i Grekland.   Den ligger i prefekturen Nomós Voiotías och regionen Grekiska fastlandet, i den sydöstra delen av landet, 70 km nordväst om huvudstaden Aten. Akraifnía ligger 200 meter över havet och antalet invånare är 1 195.
Terrängen runt Akraifnía är kuperad åt nordost, men åt sydväst är den platt. Runt Akraifnía är det ganska tätbefolkat, med 75 invånare per kvadratkilometer. Närmaste större samhälle är Thívai, 16,5 km sydost om Akraifnía. Trakten runt Akraifnía består till största delen av jordbruksmark.